# Bryophaenocladius pallidus
Bryophaenocladius pallidus är en tvåvingeart som först beskrevs av Jean-Jacques Kieffer 1918.  Bryophaenocladius pallidus ingår i släktet Bryophaenocladius och familjen fjädermyggor.
Artens utbredningsområde är Etiopien. Inga underarter finns listade i Catalogue of Life.